# Фонд Мазоха
Фонд Мазоха (ФМ) (англ. Masoch Fund) (от имени Леопольд фон Захер-Мазох) — творческое объединение, основанное 9 апреля 1991 года Романом Виктюком, Игорем Подольчаком и Игорем Дюричем во Львове. Творчество объединения относится к традиции европейского акционизма и определяется эстетикой взаимодействия Николя Буррио. Имя Мазоха в названии Фонда используется не для популяризации творчества австрийского писателя или сексуальной девиации (мазохизм), с которой ассоциируется его имя, а обозначает апелляцию к «маргинальным зонам» культуры и социума. Имя Мазоха также указывает на географический и культурный ареал (Захер-Мазох родился и вырос во Львове), в котором Фонд был сформирован.

## ФМ

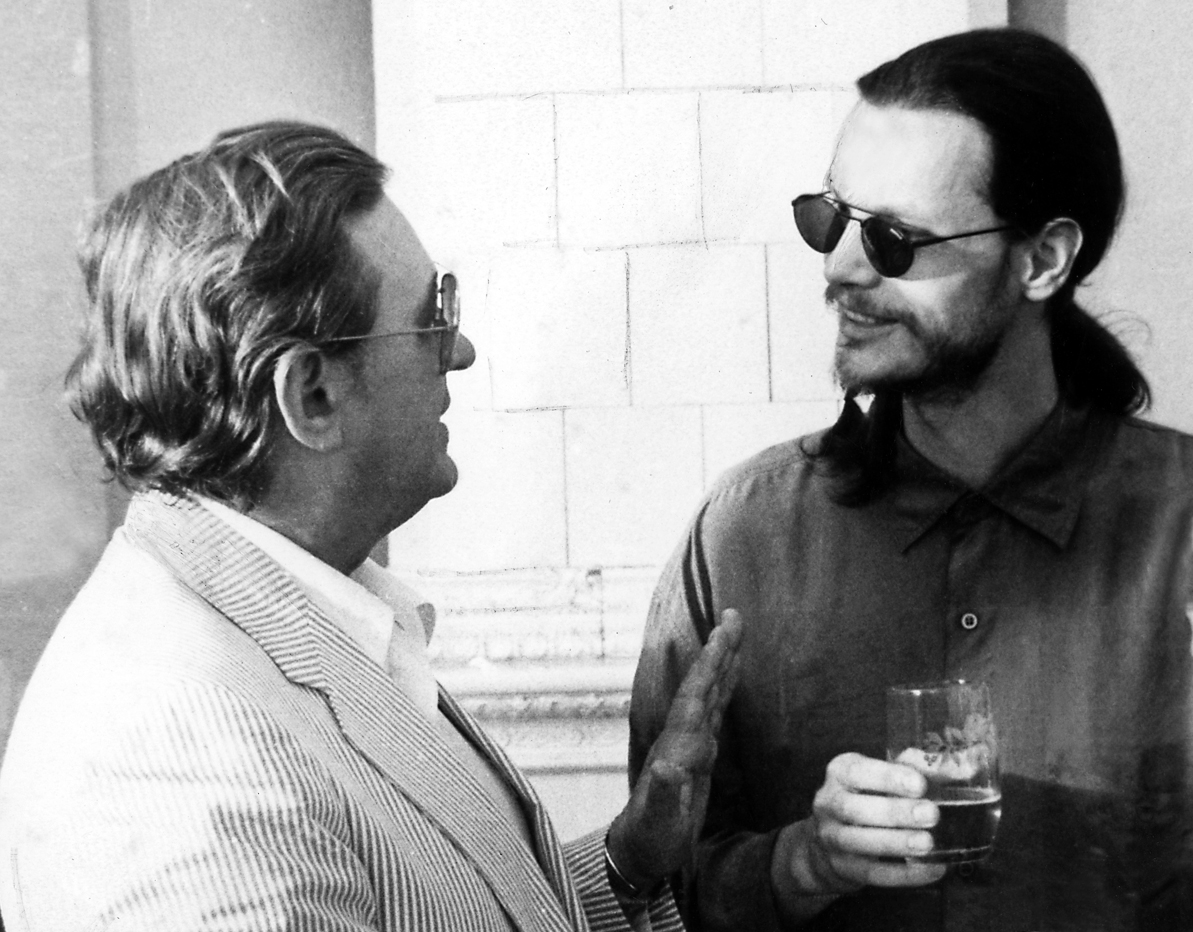
Роман Виктюк и Игорь Подольчак на презентации Фонда Мазоха. Львов, 1992

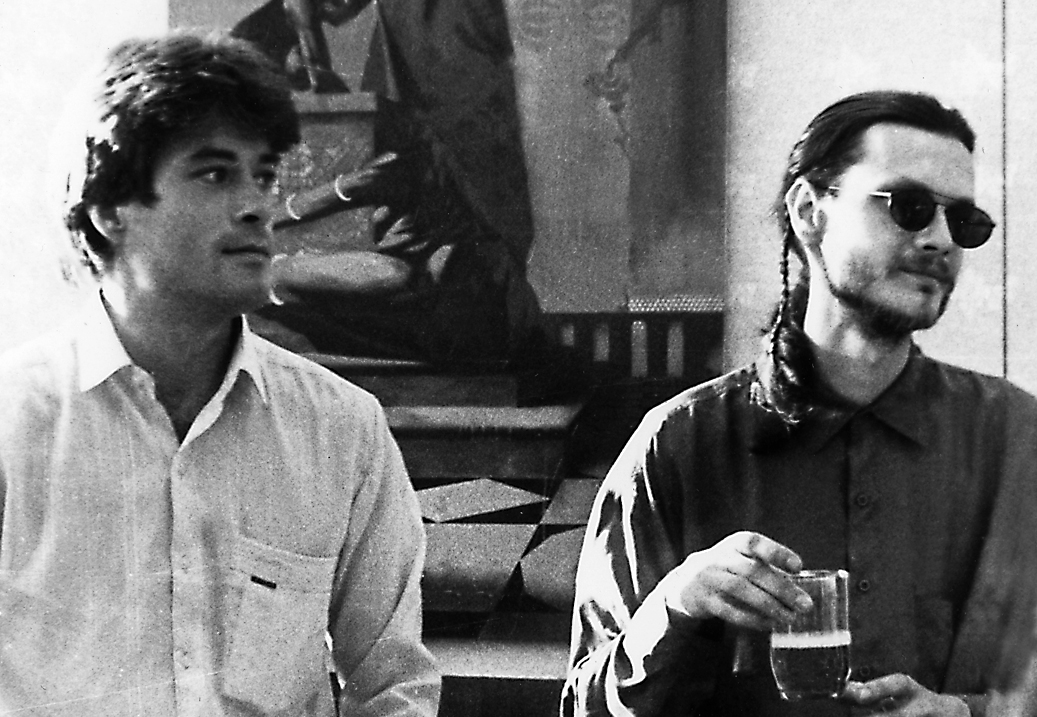
Игорь Дюрич и Игорь Подольчак на презентации Фонда Мазоха. Львов, 1992

ФМ идентифицируется как художник — субъект художественного процесса, который действует в пространстве современного искусства — легитимной резервации почти абсолютной свободы, в том числе, как считает ФМ, свободы от давления моральных и культурных норм общества — по принципу «эстетика contra этика».
Для ФМ ключевыми являются контекстуальные и реляционные аспекты художественной практики, находящиеся в тесном соприкосновении с социальными, политическими, экономическими проблемами общества. В отличие от других художников-акционистов, чье творчество зачастую апеллировало к персональному опыту (как у Марины Абрамович) или мистериальной герметичности (как у «венских акционистов»), то ФМ максимально актуализируют роль своей аудитории, вплоть до участия со своими художественными стратегиями в политических избирательных кампаниях. В этом смысле, ФМ наиболее близки словенской арт-группе IRWIN, датской арт-группе Superflex и художественному тандему Светланы Хегер и Пламена Деянова. В проектах ФМ часто закладывается механизм саморазвития по разнонаправленным векторам социокультурной реальности, а возникающие в процессе этого саморазвития дополнительные непредсказуемые обстоятельства в той или иной мере включаются в контекст художественного произведения.
Феномен ФМ с его художественными акциями, артефактами, идеями, мифологией, выступлениями и заявлениями Подольчака и Дюрича, существует как нечто большее для современного украинского общества, чем просто художественное творчество группы людей («Мавзолей для президента»). ФМ постоянно позиционируется как надличностный субъект, который осуществляет коммуникацию не столько со зрителем, сколько через него с народом/нацией или человечеством посредством манипуляции событиями, символами, историей («Последний еврейский погром», «С Днём Победы, господин Мюллер»). При этом собственное имя ФМ использует для выявления дополнительных смыслов или трактовок («Соболезнования корейскому народу…», «Беспредел гуманизма»). Иногда ФМ прибегает к практике художественной экспроприации, применяя технологию «присвоения чужих образов» Ричарда Принса и раннего Ора-Ито к идеям украинской идентичности — ФМ «присваивает» мероприятия других субъектов, перетрактовывает, переназывает/переноминирует их («Беспредел с/мазохизма») или репрезентирует себя посредством чужих художественных произведений, конструируя новую патриотическую иконографию украинского общества («Встречай Отца»).
Подольчака и Дюрича называют мастерами идеально продуманного эпатажа и главными фигурантами украинского арт-троллинга. ФМ презентует и одновременно критикует фетишистскую ментальность современного общества, а также испытывает на прочность границы институциональности современного искусства.
С 2006 по 2009 год одним из подразделений ФМ была кинокомпания «MF Films» (сейчас не существует), которая в 2006—2008 годах принимала участие в создании художественного фильма «Las Meninas» (режиссёр Игорь Подольчак, креативный продюсер Игорь Дюрич, 2008 год, Украина), фильма «Delirium» (режиссёр Игорь Подольчак, продюсер Игорь Дюрич) в 2012 году и короткометражного фильма «Merry-Go-Round» (режиссёр Игорь Подольчак, продюсер Игорь Дюрич) в 2017 году. Деятельность кинокомпании кардинально отличалась от художественных концепций ФМ, заменив остросоциальную направленность акционизма на эстетическую рафинированность киноязыка. Принцип ФМ «эстетика contra этика» в фильмах Подольчака также возведен в высшую степень. В рейтинге «Итоги украинского кинопроцесса — 2011», проведенном Бюро украинской киножурналистики и Национальным союзом кинематографистов Украины «Менины» вошел в двадцатку (15) «Лучшие отечественные фильмы 1992—2011 годов.». По версии Афиша@Mail.Ru фильм Delirium вошел в рейтинг «Топ-10 украинских фильмов 2012 года».

## Программные проекты

### Лучшие художники 20-го века(2001)
(укр. Кращі художники 20-го століття, англ. The Best Artists of the 20th Century)

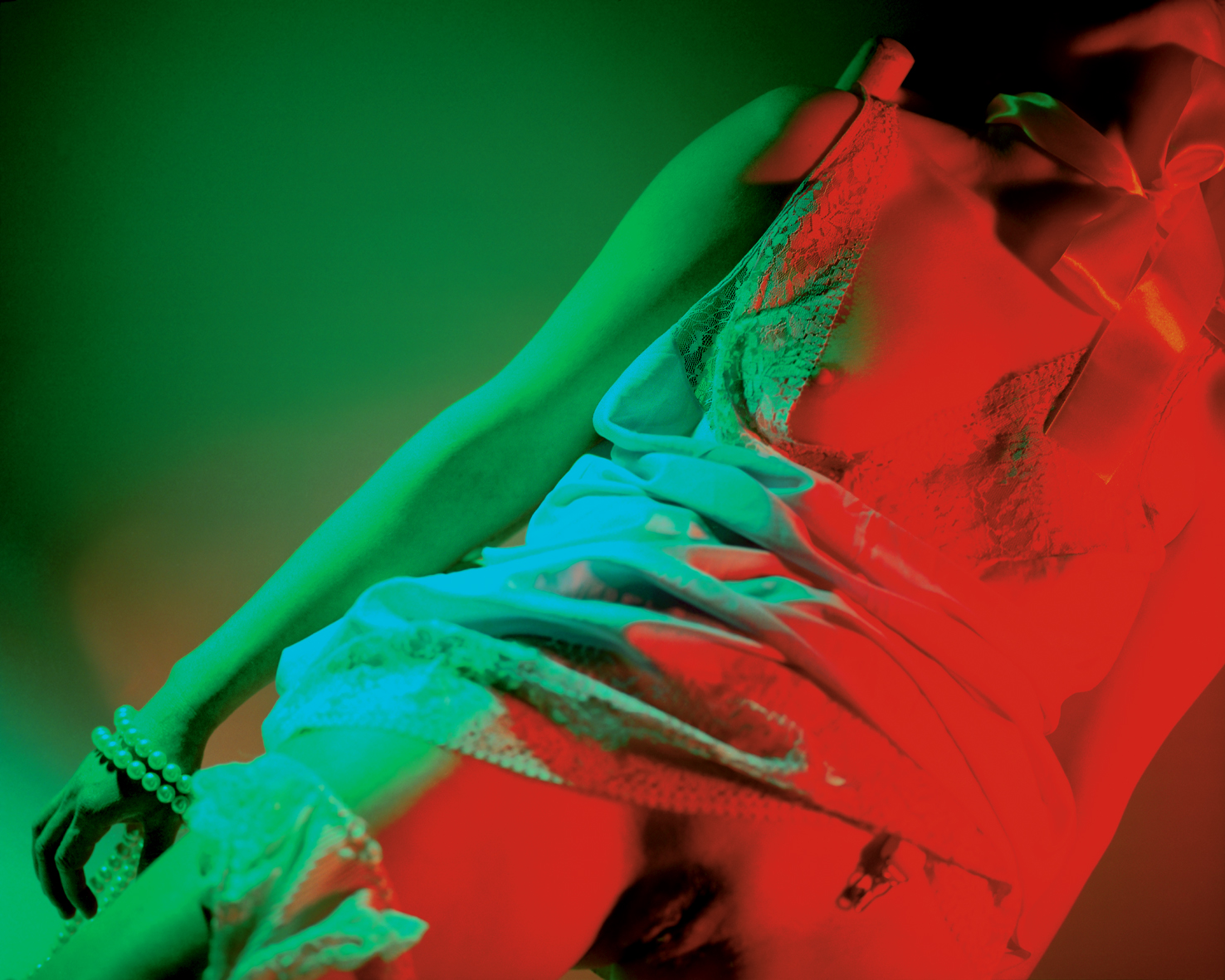
И. Подольчак. Де Сальво. Натюрморт
«Лучшие художники 20-го века». 2000, цв. фото, 70х100 см

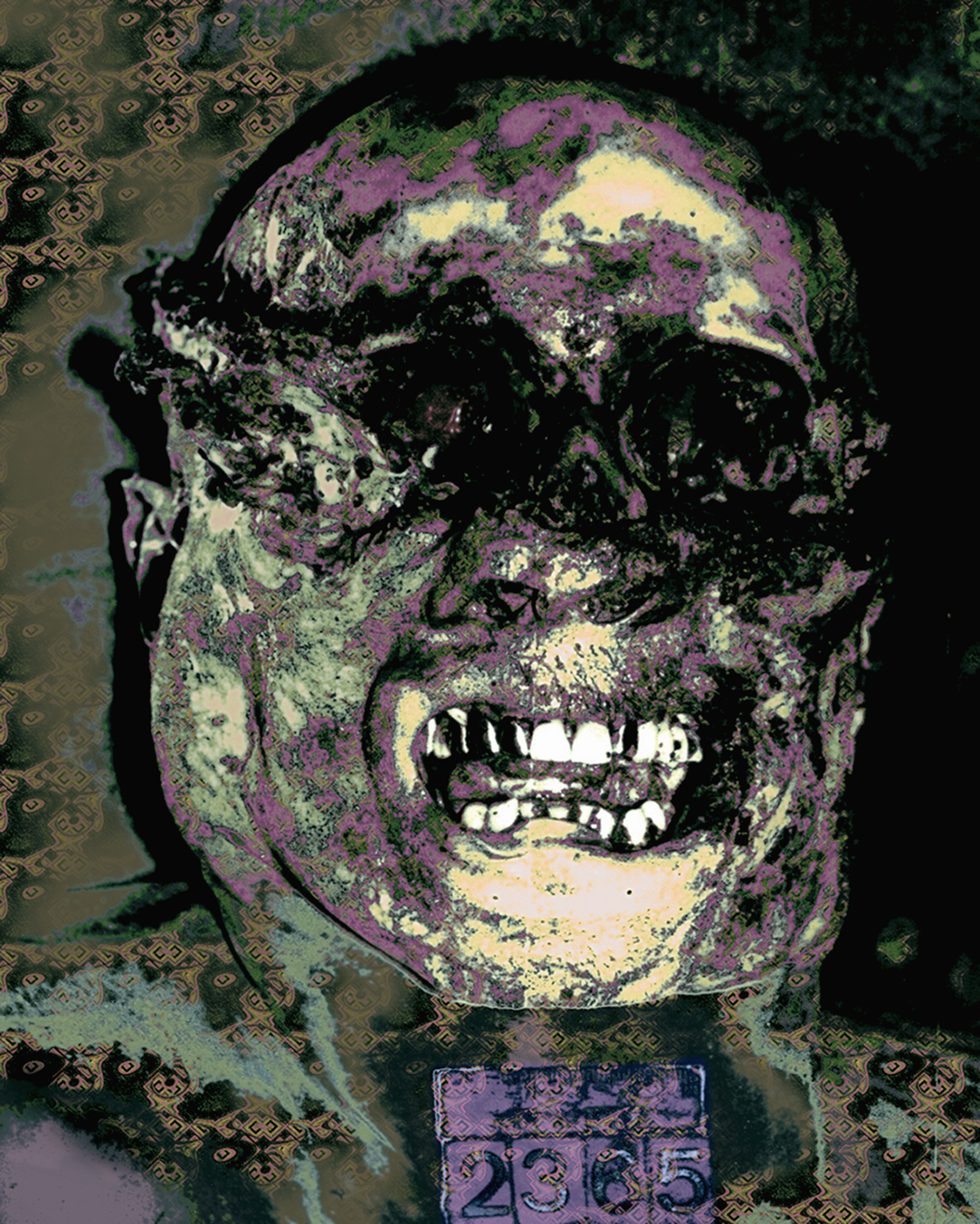
И. Подольчак. Дамер. FO-P D-105
«Лучшие художники 20-го века». 2000, цв. фото, 70х100 см

Куратор Ежи (Юрий) Онух, фотография, акварель, инсталляции, видеоарт.
Проект был отобран для первого участия Украины в Венецианской биеннале современного искусства 2001 года.
Среди лучших художников авторами были представлены — политические деятели (Адольф Гитлер (инсталляции и акции), Мао Цзэдун (акции, видеоарт), Пол Пот, Никита Хрущёв (лэнд-арт и акции), Ким Ир Сен (автопортреты), Саддам Хусейн, Гарри Трумен (акции и Аарт(термин ФМ)), учёные (Зигмунд Фрейд (видеоарт)), серийные убийцы-маньяки (Альберт Де Сальво и Джеффри Дамер (фотографии), доктор (Джек Кеворкян), террористка (Ульрика Майнхоф (акварели)), военные преступники (Карл и Ильзе Кох), педофил (Марк Дютру), бандиты (Бонни и Клайд (альбом свадебных фото), Аль Капоне (рекетарт (термин ФМ)). Все персонажи проекта были представлены не только «своими» (Подольчака) художественными произведениями, но и брендами своего имени с рекламой своей продукции (Саддам Хусейн — духи, Фрейд- кондитерские изделия, Кеворкян — одноразовые шприцы, Кох — кожгалантерея, Майнхоф — страховой бизнес, Молотов — прохладительные напитки и т. д.).
После скандального вмешательства Вице-премьера Украины Николая Жулинского проект был отклонён, куратор проекта отстранён, Украину на Венецианском биеннале представляли другие художники. В 2001 году этот проект был показан в «The Lux Gallery» (Лондон). Выставка открылась 14 сентября и вызвала протесты, поскольку среди лучших художников 20-го века была террористка (Ульрике Майнхоф), а лондонская публика была слишком чувствительна к теме терроризма после 11 сентября 2001 года. Выставка продержалась одну неделю вместо запланированных двух. В 2002 году ФМ издал мультимедийный CD с проектом «Лучшие художники 20-го века».
Помимо ФМ, в работе над этим проектом также участвовала художник Светлана Макаренко. В проекте была использована музыка композиторов Юрия Яремчука и Игоря Лебедкина.

### Встречай Отца!(2001)
(укр. Зустрічай Батька!)
В 2001 году ФМ принял участие в выставке Бренд Украинское, куратор Ежи Онух, состоявшейся в Центре Современного Искусства (Киев). На выставке был представлен портрет Тараса Шевченко
работы отца украинского авангарда Давида Бурлюка. Некоторые журналисты высказывали сомнения в аутентичности портрета, который куплен с аукциона Сотбис в 2000 году, эксперты аукционного дома атрибутировали портрет, как работу Бурлюка. Неожиданное предъявление портрета Шевченко (как духовного отца украинской нации) широкой публике и агрессивный пиар «возвращения на родину национальной святыни» стал своеобразным тестом на «идеологическую грамотность» нынешних украинских политических лидеров. ФМ заставил украинских политиков отреагировать на свою акцию, перехватив у власти инициативу в создании новой национальной иконографии. «Бренд Украинское» стал первой выставкой современного искусства, которую посетил Президент Украины Леонид Кучма, что было воспринято украинской, а особенно, российской прессой, как «продвинутость» украинского Президента.

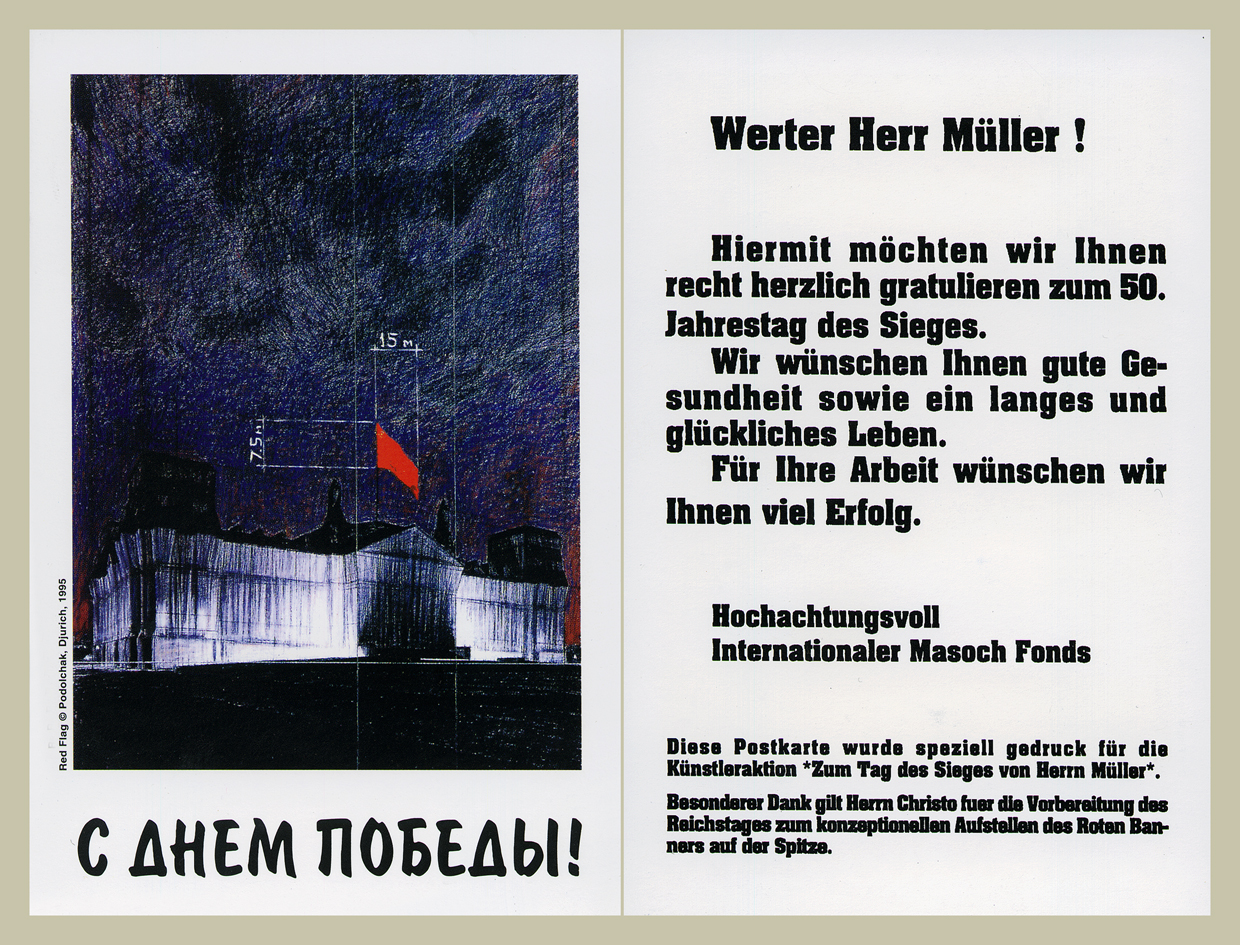
С Днем Победы Герр Мюллер. Почтовая открытка (1995)

### С Днём Победы, господин Мюллер(1995)
(нем. Zum Tag des Sieges von Herrn Muller)
8 мая 1995 года, Берлин. Почтовая акция. Объект: почтовая карточка. 5500 Mюллеров (обладателей наиболее распространённой и знаковой немецкой фамилии), проживающих в Берлине, получили к 8 мая (50-летие победы во Второй мировой войне) поздравление Фонда Мазоха «С Днём Победы».
Основные идеологически-концептуальные предпосылки проекта: 1945 год — Германия разделённая, уничтоженная в военном и экономическом смысле держава, СССР — единственная европейская мощная военная сверхдержава. 1995 год — Германия объединена, экономически почти сверхдержава, СССР — перестал существовать. Собственно, эти реалии подвигли ФМ поставить вопрос о победителях и побеждённых во Второй мировой войне, спровоцировать переосмысление места и значения новых государств в современной Европе. Рейхстаг с Красным знаменем Победы в 1945 году и Рейхстаг, упакованный в 1995 году, словно продукт из супермаркета, болгарским художником Кристо, являются символами начала и конца 50-летней послевоенной истории. Эти два символа сведены ФМ в один образ на поздравительной почтовой открытке. Также стоит отметить, что в СССР после выхода на экраны сериала «Семнадцать мгновений весны» немец с фамилией Мюллер стал ассоциироваться с образом врага и нациста. Таким образом, поздравление с юбилеем Победы бывших врагов стало своеобразной деконструкцией дискурса «победители-побежденные» и в то же время — критикой глобалистской акции Кристо.

### Последний еврейский погром(1995)

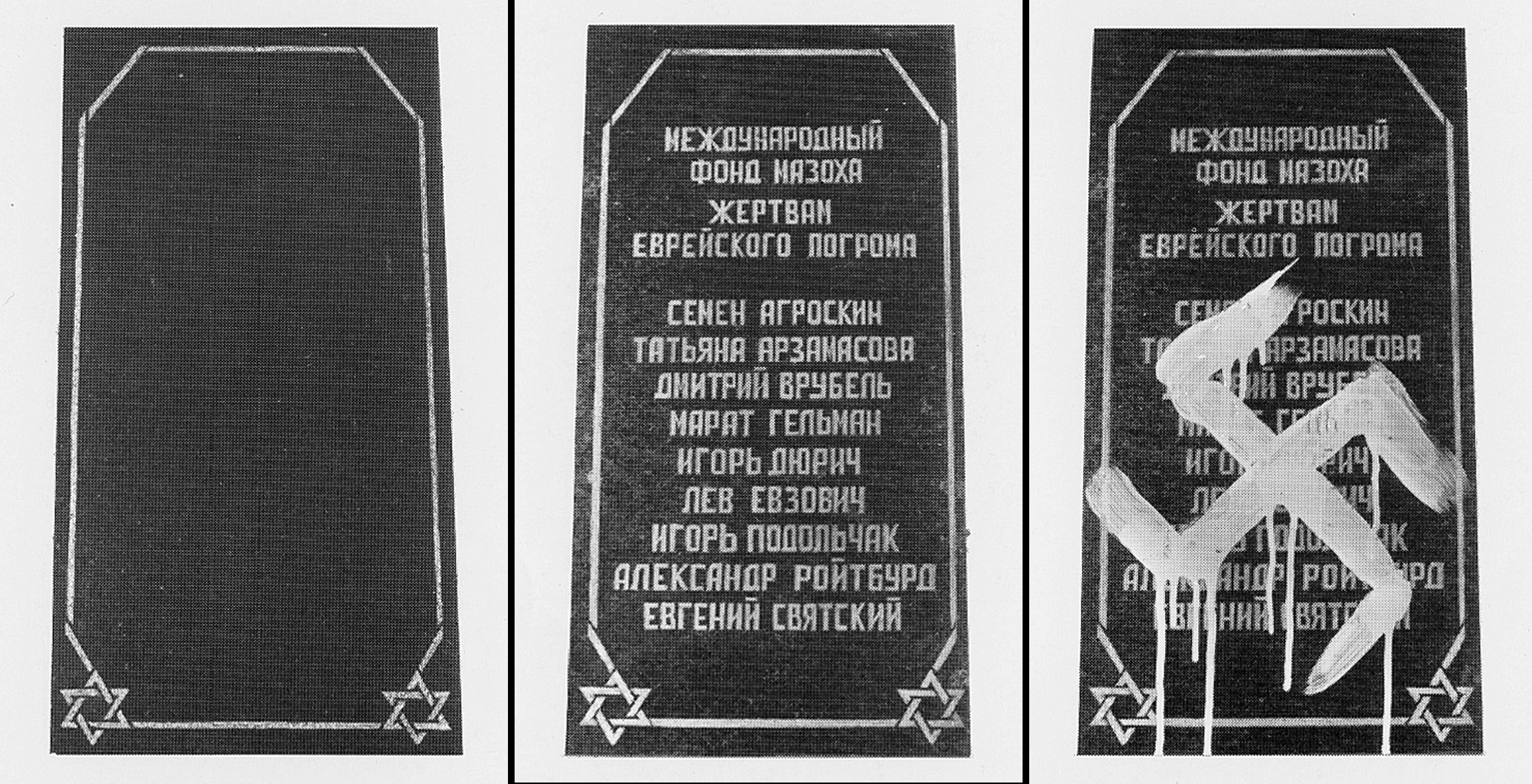
Последний еврейский погром. Объект (1994)

(укр. Останній єврейський погром, англ. The Last Jewish Pogrom)
1995 год, Галерея Гельмана, Москва. Объекты — три гранитных могильных плиты. На плитах выбиты фамилии участников (ФМ в том числе) выставки «Плохие новости из России».
В связи с тем, что владелец галереи Марат Гельман перенёс дату акции «Последний еврейский погром», самому «Погрому» предшествовала акция ФМ «Последний еврейский погром переносится…» — центральна часть Москвы была заклеена плакатами с сообщениями о переносе «Погрома», что вызвало немалую реакцию публики, правоохранителей и просто прохожих.
«Погром» презентовался не как художественный проект, а как реальное, заявленное и анонсированное событие. Статус зрителей был отменён, следовательно все зрители автоматически становились участниками и должны были осознанно выбрать роль «жертвы» или «погромщика»
. «Жертвы» подписывали обязательства выполнять правила поведения на «территории погрома» (не выходить из помещения, не употреблять алкоголя…) и нумеровались, «погромщики» получали на входе стакан водки. Большинство участников выбрало роль «жертвы», что привело к очень дискомфортному их положению — поскольку акция проходила в течение 4-х часов, а туалет находился за пределами «территории погрома». В результате акции погром все-таки не состоялся, ФМ устроил аукцион, «погромщики» стали «шиндлерами» (миф Оскара Шиндлера) и выкупили «жертв». ФМ достиг цели — этот «погром» и стал последним в истории еврейским погромом. В то же время акция очень остро поставила проблему ответственности выбора и безопасности артистичного пространства.
Идеологической подоплёкой акции «Последний еврейский погром» была теория ФМ, исходя из которой погром определялся как основной структурный элемент всей еврейской истории периода безгосударственности. Благодаря погромам евреи смогли выработать национальный характер, который позволил им занять доминирующие позиции в мире и возродить Израиль. Погром классифицировался как элемент «позитивной селекции», в отличие от войны — «селекции негативной». Погром, по мнению ФМ, возможен только тогда, когда у народа нет своего государства, когда государство есть — народ ведёт войны. Что, собственно, ярко продемонстрировал Израиль. Воссоздание Израиля, его войны сделали погром историческим нонсенсом, идеологическим фантомом, инструментом морального давления. Это и позволило ФМ организовать «Последний еврейский погром» и закрыть эту историческую тему методом изъятия погрома из актуальной истории ФМ выбрал перенесение её в сферу искусства. Как заявил ФМ, на погроме «была применена прогрессивная технология совмещения стадий: ожидание погрома, сам погром, увековечивание памяти жертв погрома в едином времени и пространстве».
Проект был представлен в Украинском доме в рамках выставки «Киевская творческая встреча. Новое искусство Польши, России, Украины» (1995). Перед открытием выставки Национальная гвардия Украины разрушила экспозицию ФМ, мотивируя свои действия «борьбой с антисемитизмом», а дирекция закрыла выставку, запретила присутствие прессы.

### Мавзолей для Президента(1994)

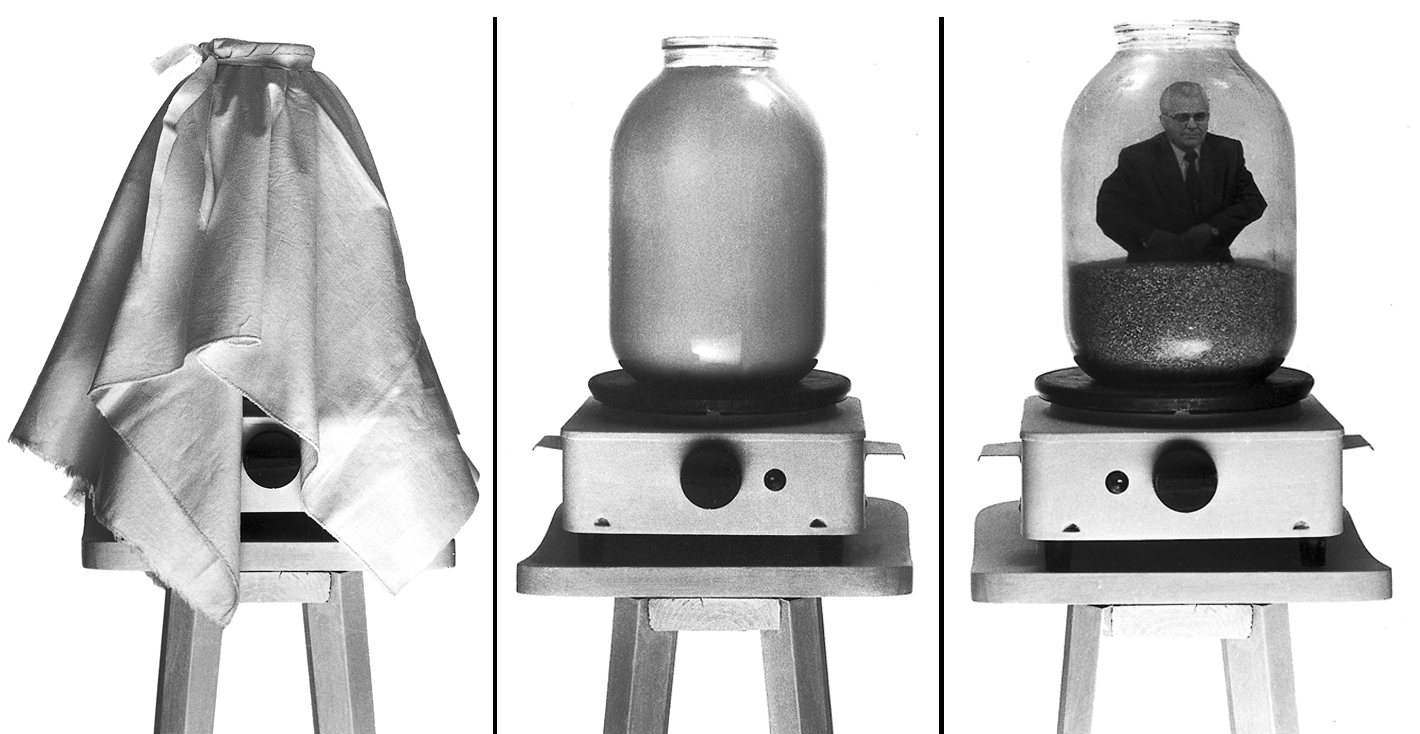
Мавзолей для Президента. Инсталляция (1994)

(англ. Mausoleum for the President)
23 июня 1994 года, Национальный художественный музей Украины. Объект — трёхлитровая банка со смальцем и шкварками, электроплитка, фото Президента Украины Леонида Кравчука, погруженное в смалец. Подразумевается, что при включении электроплиты смалец в банке начинает топиться, обретая определенную прозрачность, и перед зрителем возникает законсервированный (мумифицированный) образ Президента.
Программный проект ФМ, состоявшийся накануне выборов Президента Украины, подводит итог «романтического» периода современной истории Украины — обретения Независимости. Проектом ФМ провозглашает освобождение украинского народа от реального поработителя — психологической зависимости, которая, на данный момент, не дала получить реальную независимость. ФМ конституировал себя как «богообразного героя», реализующего «эпический подвиг». Пафос провозглашённой во время открытия Мавзолея речи Подольчака на ступенях музея соответствовал обстановке — по указу Администрации Президента музей был закрыт, директор старался воспрепятствовать проведению акции.
«Мавзолей для Президента» представляет собой исследование гиперконтекстуального искусства и является диалогическим антитезисом проекта "«Искусство в космосе». Начатое в проекте «Искусство в космосе» художественным исследование поднятой проблематики приводит к созданию объекта гиперконтекстуального — максимум смыслов и символов и минимум (практическое отсутствие) художественности. Этот принцип, с одной стороны, вводит жесткие ограничения на использование образности, метафоричности, то есть, художественной визуализации, а с другой, диктует тотальное расширение понятия культурного контекста на всё смысловое пространство активной жизнедеятельности украинского общества.
От актуальности президентских выборов до вопросов истории происхождения государства и его перспектив (во всей гамме отношений: гипертрофированный патриотизм — саркастическое неприятие), и далее — исторического лица, государственной мифологии, культур и цивилизации. Так широко взятый контекст требует практического сгущения смыслов в единую тему. Тема мавзолея является провокацией, разрушающей табу современного здравого смысла и открывает возможности для любых исторических параллелей и политических спекуляций. Сама же концепция привносит в заданную тему ряд парадоксальных звучаний, предлагает зрителю игру в поиск национального рецепта мумификации (смалец, сало как украинские тотемные аксессуары), в производство современного искусства (жир, как художественный материал у Йозефа Бойса), наталкивает на трагические раздумья о бессмысленности жизни (тело консервированное как колбаса).

### Искусство в космосе(1993)
(укр. Мистецтво в космосі, англ. Art in Space)

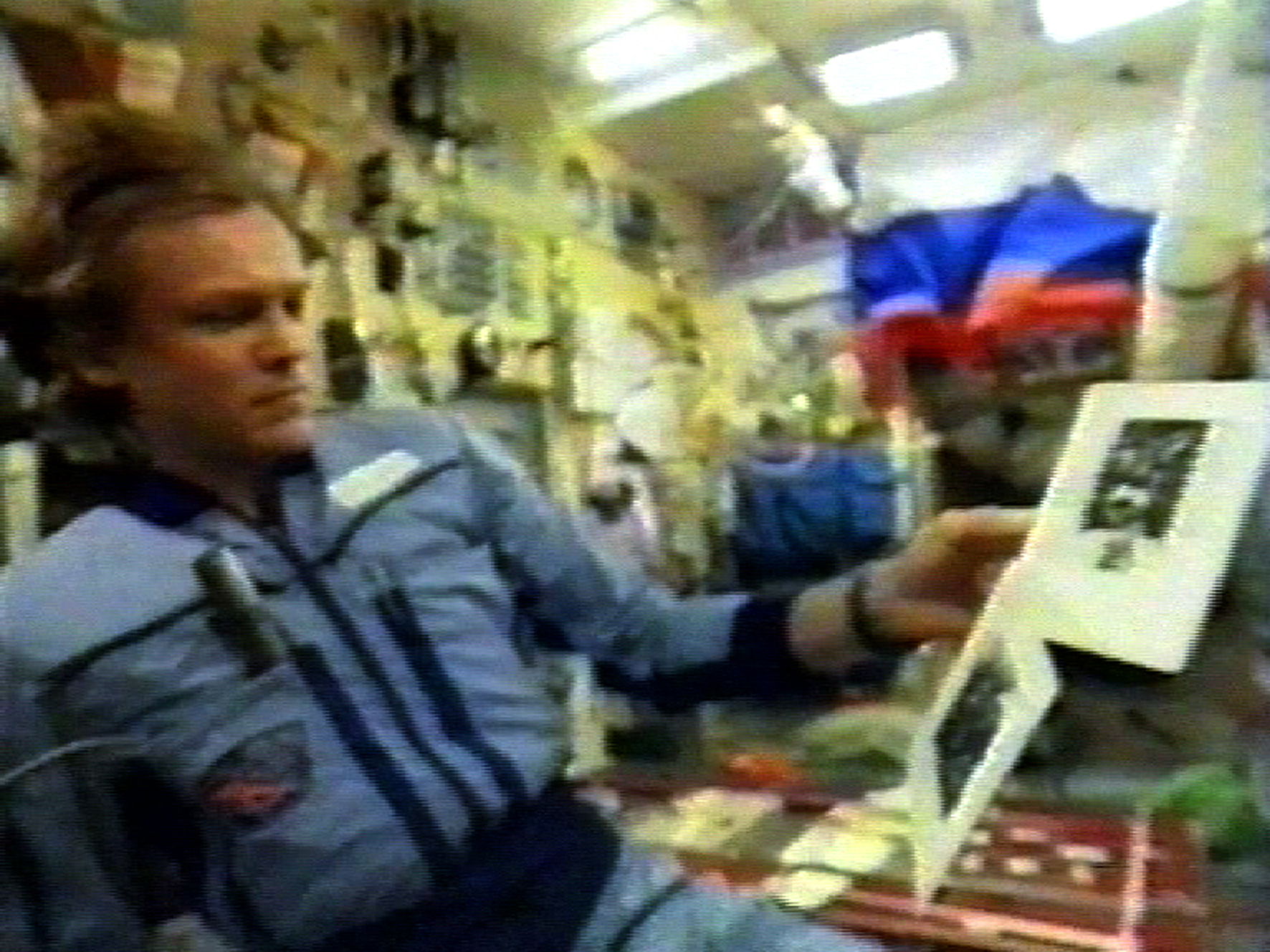
Искусство в космосе. Космическая станция «Мир» (1993)

Проект предусматривал два этапа. Первый — персональная выставка Игоря Подольчака — первая в истории художественная выставка в космосе состоялась на борту российской космической станции «Мир» 25 января 1993 года. Этап реализован при участии российских космонавтов Сергея Авдеева и Анатолия Соловьёва. Регистрация проекта состоялась на видео(5 мин.). Выставлявшиеся объекты:
«Без названия», 1990, интаглио 10,2х7,5 см; «Взгляд сквозь», 1991, интаглио, 10х9 см.
Для экспонирования были предложены три работы. Третий эстамп был изъят врачом Центра управления полётами по причине слишком откровенного эротического содержания произведения (к тому времени космонавты находились на орбите более четырёх месяцев).
Второй этап — отправка на космическую станцию артистической книги Якоб Беме,
С последующим её выведением на орбиту в открытый космос. По мнению авторов, книжка на орбите стала бы первым «искусственным» (от искусство, ARTificial) спутником Земли. Технические проблемы, возникшие на станции «Мир» во второй половине 90-х годов, не дали возможности реализовать эту часть проекта.
«Искусство в космосе» ставит проблему бытия произведения искусства вне культурного контекста и, в определённой степени, призывает к реставрации ценностных критериев, в частности, самодостаточности произведения искусства. Проект ставил под сомнение понятийную среду искусства. Он одновременно реализуется в двух антагонистичных пространствах — человеческом (небесная герметичная скорлупа — корабль) и сверхчеловеческом (космос). В отличие от центрального вопроса современного искусства — что является произведением искусства, проект впервые ставит вопрос о культурном контексте пребывания произведения искусства в таком обнажённом и глобальном виде. В проекте «Искусство в космосе» произведение искусства «выносится» в так называемое «пустое пространство», ему даётся возможность организовывать это пространство в соответствии с собственным внутренним алгоритмом вне влияний контекстуальной какофонии культурной среды. По мнению авторов, которые использовали в этой программе произведения искусства, отвечающие традиционному пониманию: сюжетность, фигуративность, modern art — это игра с фигурой автозамалчивания, которая реализуется только за счёт диалога с контекстом. Этот проект впервые представлял Украину (куратор Марта Кузьма) на Биеннале искусства в Сан-Паулу, Бразилия.

## Другие проекты

### Фонд Мазоха — народу Украины
В рамках проекта Фонд Мазоха разработал несколько концептуальных предложений для развития Украины, среди которых «Украина живописная», «Украина мазохистская», «Украина маргинальная», «Украина мультимонархическая», «Украина американская», «Украина коммерческая»…
«Украина маргинальная» - проект создания уникальной эволюционной модели самоорганизации украинского общества. Закрытие границ, упразднение дипломатических отношений со всеми странами, восстановление ядерного статуса государства. Рекомендации: 1. Упразднение МИДа, Администрации Президента, кабинета министров, Верховной Рады; 2. Вся власть сельсоветам; 3. Города делятся на села.
Проект предусматривал проведение референдума или какого-либо другого опроса граждан Украины относительно принципиального направления развития страны посредством выбора одного из предложенных ФМ проектов.

### Открытое письмо Народному депутату Украины, Виктору Пинчуку по поводу выставки «Прощай, оружие»(2004)
15 сентября 2004 года Игорь Подольчак и Игорь Дюрич обратились с открытым письмом к украинскому магнату Виктору Пинчуку, в котором заявили протест против проведения выставки современного искусства «Прощай, оружие».
Следует понимать, что современное искусство - территория свободы эксперимента, эпатажа, нарушения табу... Для миллионов верующих показ некоторых произведения в непосредственной близости к Лавре станет прямым оскорблением... Другая опасность - факт участия Гельмана в Вашем проекте Музея современного искусства. Каждый, кто интересуется современным искусством, знает, что именно он старается быть в России интеллектуальным лидером политического антиклерикализма... Есть все основания считать, что создаются условия для экспорта российских конфликтов. Как пишут украинские СМИ, господин Гельман занимается на Украине не только предоставлением консультаций коллекционерам современного искусства... Инсценирование погрома в галерее Гельмана в Киеве выглядит, как репетиция масштабной провокации, местом которой может стать выставка «Прощай оружие».
Это письмо имело определённый резонанс в артистической и массмедийной среде Украины. Организаторы выставки были вынуждены прибегнуть к беспрецедентным на то время мерам безопасности — обыскам публики. Этот проект является наиболее показательным примером арт-троллинга ФМ, выявившим недоверие художественных институций к своему зрителю.

#### Без майбутнього нет будущего
Киев, Галерея Гельмана. Инсталляция с использованием зеркал и светодиодов.

### Последние гастроли на Украине(2000)
2000 год, Киев. Плакатная акция. В день выступления Билла Клинтона на Софийской площади в Киеве, ФМ расклеил плакаты «Последние гастроли на Украине» с изображением американского президента, играющего на саксофоне, тем самым редуцируя официальный визит главы другого государства до банального концертного тура посредственного музыканта.

### Underground(2000)

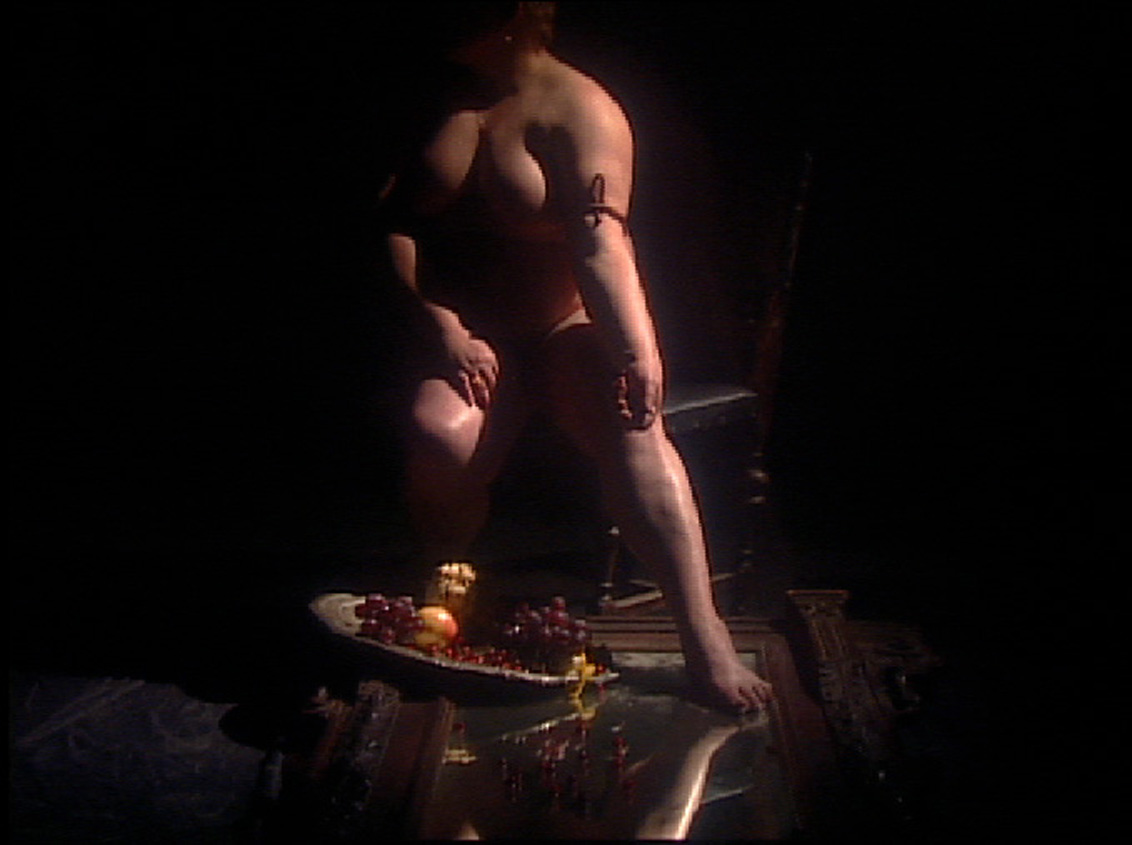
Кадр из фильма Underground (2000)

8 июня 2000 года, подземное водохранилище (под Музеем воды), Киев. Постановку акции с лилипутами осуществил Роман Виктюк. Для постановки были собраны практически все актёры-лилипуты, проживавшие в Киеве. Материал для видеопроекций снят Сергеем Михальчуком. Некоторые критики крайне резко отреагировали на акцию, обвинив авторов в конформизме, другие же, напротив, подчеркнули нонконформизм ФМ. В этой акции впервые были заявлены художественные приемы, нашедшие впоследствии своё полное визуальное воплощение в фильмах Игоря Подольчака кинокомпании «MF Films».

### Corpus Delicti[47](1999)
1999 год. Выставочно-издательский проект. Проект исследовал так называемый феномен пост-эротического искусства (термин ФM). В проекте приняли участие художники с Украины (Александр Гнилицкий, Михаил Москаль, Игорь Подольчак), из Австрии (Гельмут Волеш), Франции (Жиль Берке, Елізабет Прово, Филипп Фишо, Изабель Розенбаум) США (Дин Карр), Великобритании (Хуск Рендол-Годар). Сопродюсерами проекта выступили Тимофей Сергейцев и Дмитрий Куликов.

### Беспредел с/мазохизма

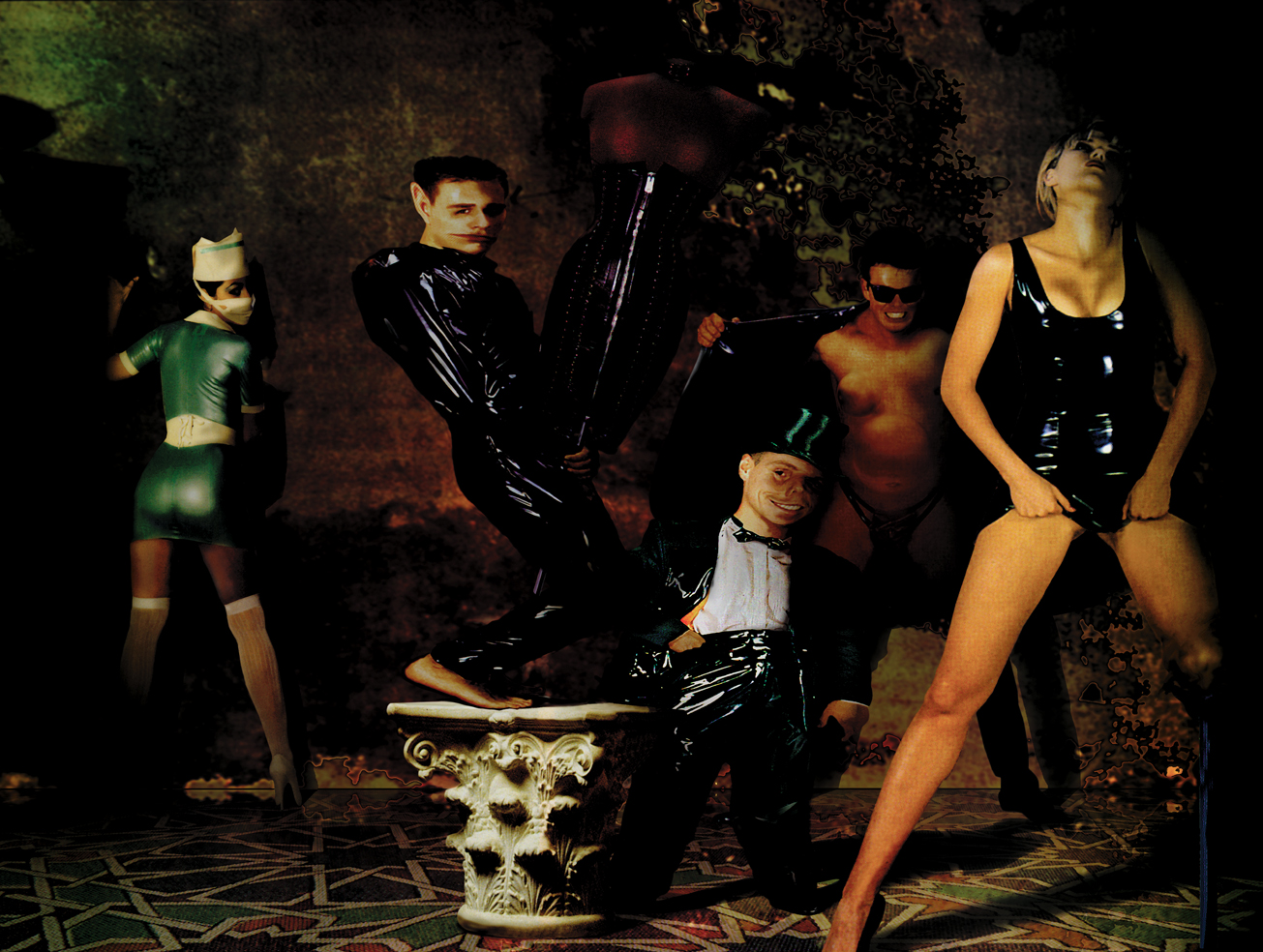
Плакат Беспредел с/мазохизма (1998)

1998 год, дворец «Украина», Киев. ФМ провел арт-экспроприацию церемонии вручения премии «Человек года», на которой действующему Президенту Украины Леониду Кучме вручали премию «Государственный деятель года». До открытия церемонии ФМ перед Дворцом «Украина» раздал всем желающим пригласительные на то же число, время и место, но только на свою акцию — «Беспредел с/мазохизма». Многие люди, ставшие невольными участниками акции ФМ, с этими «фальшивыми» пригласительными пытались прорваться на церемонию «Человек года», заставив сильно поволноваться как охрану Дворца «Украина», так и личную охрану Леонида Кучмы.

### Беспредел гуманизма(1997)

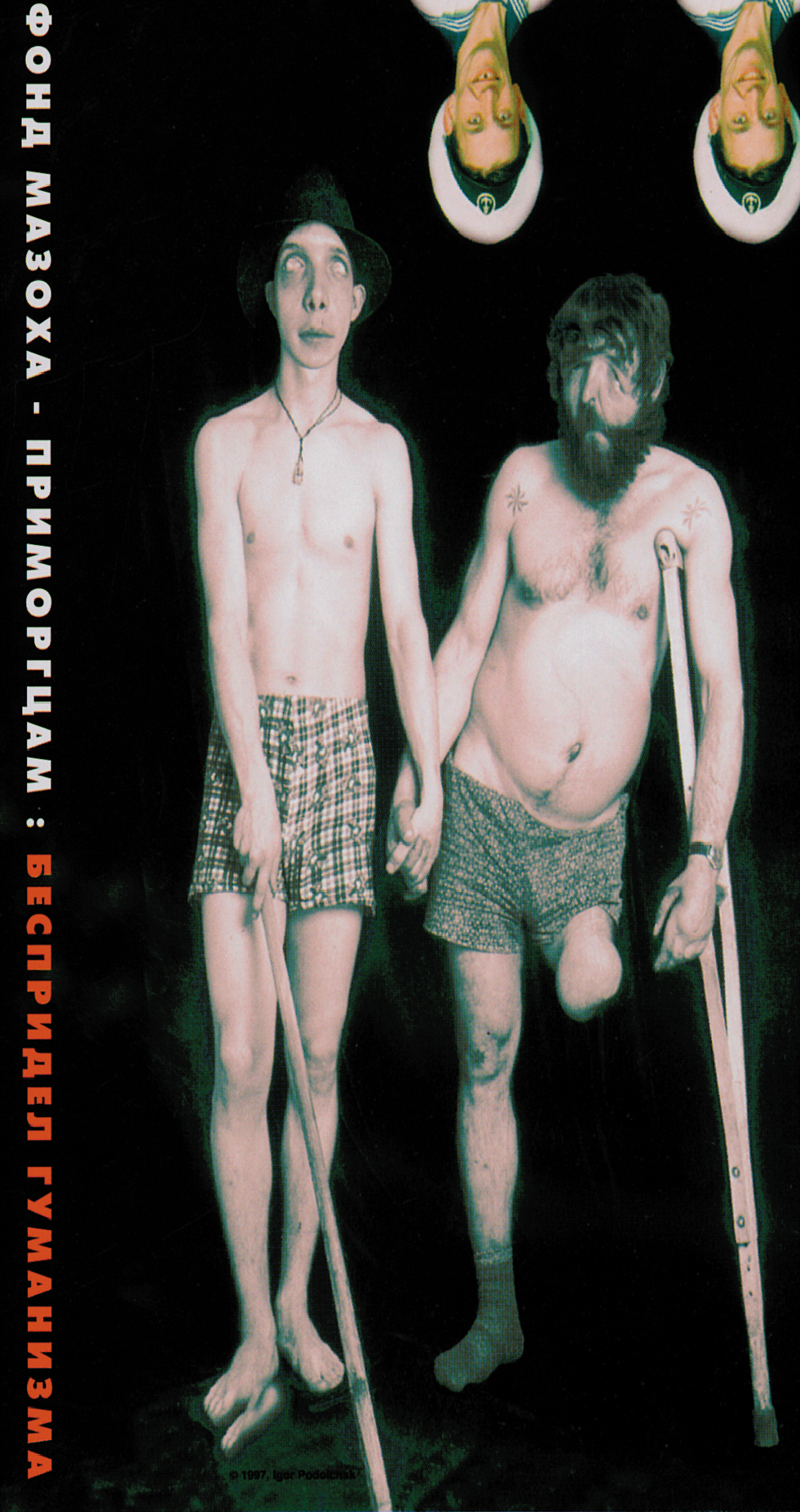
Беспредел гуманизма лотерейный билет (1997)

Социально-психологический эксперимент. 23 ноября 1997 года, сквер Суханова, Владивосток. ФМ провёл благотворительную лотерею. Обладателям выигрышных билетов были вручены разные, от простых сосновых до красного дерева, гробы. Получившим гробы предлагалось обменять их приз на комплект водки с закуской (соизмеримый со стоимостью приза). Ни один из выигравших не согласился. Этой провокационной акцией ФМ доказал, что для человека в обществе где большинство людей находятся ниже черты бедности, проблема достойных похорон (в то время во Владивостоке были случаи похорон в полиэтилене) является наиболее важной и перевешивает проблему обеспечения пищей. Эта акция трактовалась, как социально-драматический шок.

### Еда для червяков(1994)
1994 год, Художественный музей, Одесса. Объекты: банка, мясо, опарыши, картина «Вынос тела матроса Вакулинчука с броненосца „Потёмкин“». Объект принимал участие в выставке «Свободная зона» (куратор Александр Ройтбурд). Объект вызвал возмущение дирекции музея и через 40 минут после открытия выставки был снят с экспозиции. Проект апеллировал к известному мифу о причинах восстания (матросам на обед подали червивое мясо) на броненосце «Потёмкин» и одноименному фильму Сергея Эйзенштейна. Концепция проекта состояла в том, что если человек после смерти становится мясом для червей, то в художественном пространстве, в котором доминирует картина, напоминающая публике о событиях на «Потёмкине», подлинными зрителями являются именно черви, а не люди.

### ТерАкция(«Свежие газеты для…») (1994)
20 июня 1994 года, Севастополь, военный корабль «Славутич». Другое название «Свежие газеты для…». Объект: газета. ФМ выступил с заявлением, которое было опубликовано в фиктивном тираже симферопольской газеты. Тираж был доставлен на корабль перед открытием выставки. Заявление было написано в стилистике постановлений ВКП(б). В заявлении авторы отказывали в праве куратору выставки Марте Кузьме (в то время директор Центра современного искусства) в проведении художественной выставки на боевом корабле и провозглашали символическое уничтожение методом художественной теракции военного статуса корабля «Славутич». Организаторы выставки и командир корабля восприняли заявление как прямую угрозу проведения террористического акта и объявили на корабле состояние повышенной боевой готовности. Ещё один пример арт-троллинга ФМ, вызвавший смешанную реакцию в посольстве Северной Кореи.

### Телеграмма соболезнования корейскому народу в связи со смертью Великого КормчегоКим Ир Сена(1994)
Почтовая акция. 9 июня 1994 года Фонд Мазоха отправил в посольство Северной Кореи в Москве телеграмму с соболезнованием в связи со смертью лидера коммунистической партии этой страны Ким Ир Сена. Текст телеграммы был выдержан в барочной стилистике северокорейских восхвалений лидера КНДР и советских некрологов.

### Climax(1994)
1994 год. Проект был представлен Игорем Подольчаком и Игорем Дюричем Джорджу Соросу на его встрече с представителями украинского искусства, которая проходила в Киевской консерватории и была организована Центром Современного Искусства (Киев). Соросу предлагалось сделать надстройку Джомолунгмы в виде пирамиды изо льда высотой 40 метров. В результате надстройки самое высокое место на Земле достигло бы символических 8 888 метров — горизонтально четыре символа бесконечности, что по мнению ФМ, отображало бы гуманистические устремления человечества в четырёх пространствах. Этот проект предлагался Соросу, как человеку, у которого есть общественно-гуманистические амбиции и финансовый потенциал для их реализации. Сорос в шутливой форме отказался от участия в проекте. В связи с отсутствием средств, проект остался нереализованным.